# Demonax viverra
Demonax viverra là một loài bọ cánh cứng trong họ Cerambycidae.